# Vincent James McMahon
Pour les articles homonymes, voir McMahon.
Vincent James "Vince" McMahon, Sr., mieux connu comme Vince McMahon, Sr. (6 juillet 1914-24 mai 1984), était un promoteur de catch américain. Il est surtout connu pour avoir fondé et dirigé la fédération américaine de catch, World Wrestling Entertainment de 1963 à 1982 avant que son fils, Vincent Kennedy "Vince" McMahon, Jr., lui succède.

## Biographie
Vincent James McMahon, Sr. est né le 6 juillet 1914 à Harlem, New York. Son père Roderick James "Jess" McMahon, Sr., était un promoteur de boxe et de catch à succès et organisait des concerts et des shows de catch au Madison Square Garden, Vincent, Sr. avait un frère aîné, Roderick James "Jess" McMahon, Jr. (1908 - 1974), et une sœur cadette, Dorothy McMahon (1918 - 2004).

## Catch professionnel

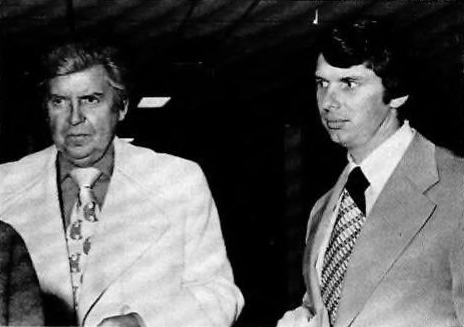
Vincent James McMahon " et son fils Vincent Kennedy McMahon "Jr"

Voyant l'énorme potentiel croissant qu'avait l'industrie du catch après la Seconde Guerre mondiale, en particulier grâce au développement de la télévision et son besoin insatiable de nouveaux programmes. Comme à la boxe, le catch se déroule principalement dans un petit périmètre et peut être couvert de façon adéquate par une ou deux caméras seulement, ce qui en faisait un sport peu onéreux à produire.
Dès les années 1950, McMahon et son groupe, le Capitol Wrestling Corporation (qui deviendra la World Wide Wrestling Federation, World Wrestling Federation, et enfin la World Wrestling Entertainment) dominent le catch dans la zone la plus peuplée du pays, le Nord-Est, principalement Baltimore, New York et le New Jersey. Grâce à la proximité de grandes métropoles et la présence de grands médias, McMahon contrôle la région la plus lucrative du pays et présente une influence certaine vis-à-vis des autres promoteurs de catch du pays. Avec son associé Toots Mondt, ils organisent des galas mensuels au Madison Square Garden de New York qui connaissent un grand succès. Dès 1955, il commence à diffuser ses matches à la télévision le mercredi soir depuis une ancienne grange située à Washington, D.C..
En 1982, McMahon, se sachant condamné par un cancer, vend sa société à son fils Vincent Kennedy " Vince" McMahon, Jr., qui la transforme en Titan Sports, Inc.. Grâce à la télévision câblée, il conquiert des parts de marché à travers les États-Unis, et même le monde. Aujourd'hui, la World Wrestling Entertainment est la plus grosse organisation de catch au monde.

## Vie personnelle
McMahon a été marié à Juanita, et le couple a vécu à Fort Lauderdale dans le milieu des années 1950. 
Le 24 mai 1984, McMahon meurt d'un cancer du pancréas. Il avait 69 ans.

## Réalisations
- World Wrestling Federation/Entertainment
  - Fondateur de la World Wrestling Federation (alors appelée Capitol Wrestling Corp.) en 1952
  - Membre du WWE Hall of Fame (1996)
- Autres réalisations
  - Membre du Madison Square Garden Hall of Fame (1984)
  - Membre du Wrestling Observer Hall of Fame (1996)
  - Membre du Professional Wrestling Hall of Fame and Museum (2004)